# 圣玛尔定堂 (马德里)
圣玛尔定堂 (西班牙语: Iglesia de San Martín)是西班牙马德里的一座罗马天主教教堂，供奉都爾的瑪爾定。该堂位于中区的Calle del Desengaño街，靠近格兰大道和卡亚俄广场。
1995年，圣玛尔定堂被列为西班牙文化财产（Bien de Interés Cultural）。